# Plantaginaceae
Las plantagináceas (Plantaginaceae) son una familia de dicotiledóneas que comprende cerca de 2000 especies en unos 90 géneros dentro del orden Lamiales. En una clasificación anterior había  una sola familia del orden  Plantaginales, pero este nombre no se usa actualmente.
Son  esencialmente  plantas herbáceas, anuales o perennes, de las regiones frías a tropicales.

## Descripción
Hierbas u ocasionalmente pequeños arbustos o semiarbustos (algunas de las especies insulares). Hojas comúnmente todas basales y alternas, rara vez caulinares y alternas u opuestas, simples, a menudo con base abrazadora, las filodiales con lámina más o menos paralelinervia aparentemente representando un pecíolo expandido, o a veces muy reducidas; estípulas ausentes.

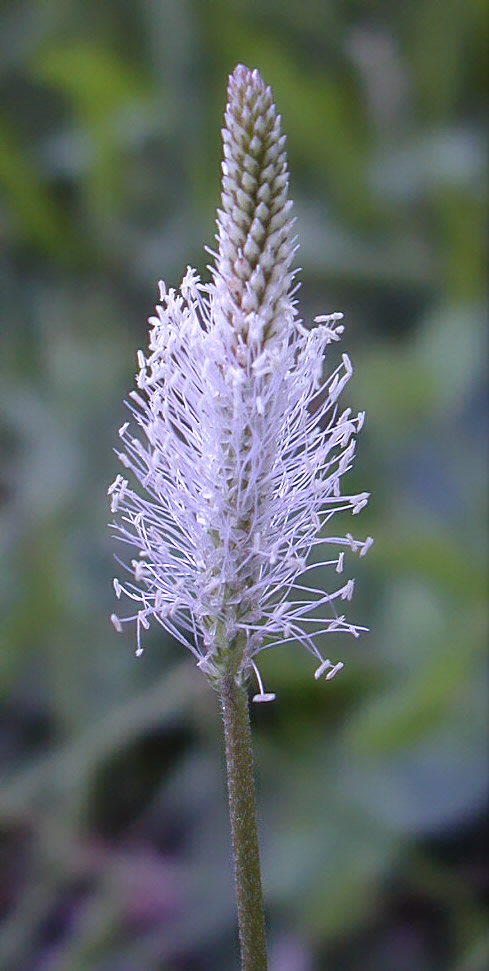
Inflorescencia de llantén (Plantago sp.).

Las flores, la mayoría en espigas pedunculadas, bracteadas o cabezuelas, pero sin bractéolas (en Littorella las flores basales en grupos de 3, la central estaminada y largamente pedicelada, las 2 laterales pistiladas y sésiles), típicamente casmógamas, protóginas, y anemófilas, pero algunas veces cleistógamas en grado diverso, individualmente pequeñas y no vistosas, principalmente actinomorfas y hermafroditas (plantas monoicas en Litorella, ginomonoicas en Bougueria), por lo común tetrámeras, rara vez trímeras.
En el perianto el cáliz lobado o dividido, los dos segmentos abaxiales algunas veces más o menos connados. Corola escariosa, simpétala.
Androceo con estambres generalmente isómeros y alternando con los lóbulos de la corola (solo 1-2 en Bougueria); filamentos insertos al tubo de la corola, anteras largamente exertas, como es propio de una planta de polinización anemófila.
Gineceo de 2 carpelos medianos unidos; ovario súpero, con un estilo terminal delgado y seco, generalmente con un estigma 2-lobulado; ovario en Plantago básicamente bilocular con 1-40 óvulos en una placenta axilar en cada lóculo, pero ocasionalmente apareciendo 4-locular a causa de particiones intrusivas a partir del nervio medio carpelar; en Bougueria y Littorella ovario unilocular con un simple primordio basal.

## Tribus
- Angelonieae - Antirrhineae - Callitricheae - Cheloneae - Digitalideae - Globularieae - Gratioleae - Hippurideae - Hemiphragmeae - Ourisieae - Oxycladeae - Plantagineae - Russelieae - Sibthorpieae - Veroniceae

## Principales géneros
- Veronica (450 spp.), Penstemon (275 spp.), Plantago (275 spp.), Linaria (150 spp.), Bacopa (55 spp.), Stemodia (55 spp.), Russelia (50 spp.).[1]